# 布鲁塞尔金融大厦
金融大厦（法語：Tour des Finances）是比利时首都布鲁塞尔的一座摩天大楼，由建筑师许霍·范克伊克、马塞尔·兰布里赫斯和莱昂·斯泰嫩设计，建于1968-1982年。建筑高度145米，共36层。它是仅次于南方大厦的比利时第二高楼，也是比利时办公面积最大的建筑。
金融大厦位于植物园大道和皇家街的十字路口。这里有许多公共交通站点，如植物园地铁站、布鲁塞尔中央站和布魯塞爾北站。